# قلات مركزي حميد أباد (سررود الجنوبي)
قلات مرکزي حمید أباد (بالفارسية: قلات مرکزی حمیدآباد) هي قرية تقع في إيران في قسم سررود الجنوبي الريفي. يقدر عدد سكانها بـ 104 نسمة .